# James Plage
James Plage (16 de agosto de 2002) es un deportista estadounidense que compite en natación, especialista en el estilo libre. En los Juegos Panamericanos de 2023 obtuvo una medalla de bronce en la prueba de 400 m libre.

## Palmarés internacional
| Juegos Panamericanos | Juegos Panamericanos | Juegos Panamericanos | Juegos Panamericanos |
| Año                  | Lugar                | Medalla              | Prueba               |
| -------------------- | -------------------- | -------------------- | -------------------- |
| 2023                 | Santiago (Chile)     | Medalla de bronce    | 400 m libre          |